# Upwork
Upwork est une plateforme internet américaine de recrutement (marché en ligne) spécialisée en travailleurs indépendants, en anglais uniquement, qui met en relation des freelancers et des clients dans 180 pays. Son marché principal est aux États-Unis à plus de 50 %. Elle est dirigée par Hayden Brown.
La plateforme s'appelait auparavant « Elance-oDesk »,.
En 2018 Upwork annonce son intention de s'introduire en bourse aux États-Unis : IPO Nasdaq sous l'intitulé UPWK.